# Nyitragerencsér
Nyitragerencsér (szlovákul Nitrianske Hrnčiarovce) község Szlovákiában, a Nyitrai kerületben, a Nyitrai járásban. Hozzá tartozik az Alsó Malántai uradalom, egykor önálló község.

## Fekvése
Nyitra központjától 4 km-re, északkeletre fekszik.

## Története
A Zsibrica dűlőben 9-10. századi várhely található.
1113-ban a Zobori oklevélben "Grnczar" néven említik először. Neve a szláv grnčar (= fazekas) főnévből származik.
Vályi András szerint: "GERENCSÉR Hrnkarovcze. Elegyes tót falu Nyitra Vármegyében, földes Ura az Esztergomi Káptalanbéli Uraság, lakosai katolikusok, fekszik Nyitra Városához fél mértföldnyire. Fája tűzre, és épűletre elég, szőlö hegyei termők, gyümöltsös kertyei jók, mellyeknek terméseit jól eladhattyák, legelője elég, piatzozása alkalmatos, és malma szomszédságban Nyitrán; de mivel földgyei, és réttyei középszerűek, második Osztálybéli."
Fényes Elek szerint: "Gerencsér, (Hrncsarovecz), magyar falu, Nyitra vmegyében, Nyitrához 1/2 órányira a Ghymesbe vivő utban: 530 kath. lak., kath. paroch. templommal. Határa termékeny; van erdeje, szőlőhegye. F. u. az eszterg. káptalan."
Nyitra vármegye monográfiája szerint: "Nyitra-Gerencsér magyar község a Zoborhegy alatt, Nyitrától félórányira, észak-keletre. Lakosainak száma 856, a kik, 100 tót kivételével, magyarok; vallásuk r. katholikus. Postája, táviró- és vasúti állomása Nyitra. E község már egy XII. századbeli összeirásban szerepel "Grniczar" néven. Kath. temploma régi. Kegyura az esztergomi főkáptalan. A faluban két nemesi kuria van, melyeket az Ocskayak építtettek. Jelenleg gr. Zamojszky Tamásné tulajdonai. 1896-ban ezredéves fennállásunk emlékére a községben Huba vezérről elnevezett emlékoszlopot állítottak fel. Az 1865-iki felhőszakadás és az 1866-iki és 1872-iki óriási jégverés rendkivüli inségbe döntötte a község lakóit. A község határában régi lószerszámrészeket, fegyverdarabokat és XVI. és XVII. századbeli pénzeket találtak. A lakosok községi hitelszövetkezetet tartanak fenn. Földesura a Schollenberg-család volt és utána az esztergomi főkáptalan. Az idetartozó Malánta pusztán van gr. Zamojszky Jenő csinos urilaka."
A trianoni békeszerződésig Nyitra vármegye Nyitrai járásához tartozott.
1932-ben nagy tűzvész pusztított a faluban. A második világháború utáni csehszlovák jogfosztás idején magyar nyelvű röpcédulák jelentek meg a faluban.

## Népessége
| Év:            | 1994. | 2004.    | 2014.   | 2024.    |
| -------------- | ----- | -------- | ------- | -------- |
| Emberek száma: | 1578  | 1818     | 1995    | 2412     |
| Eltérés:       |       | +15,20 % | +9,73 % | +20,90 % |

| Év:            | 2023. | 2024.   |
| -------------- | ----- | ------- |
| Emberek száma: | 2393  | 2412    |
| Eltérés:       |       | +0,79 % |

- 1880-ban 782 lakosából 653 magyar és 101 szlovák anyanyelvű volt.
- 1890-ben 856 lakosából 751 magyar és 100 szlovák anyanyelvű volt.
- 1900-ban 1057 lakosából 951 magyar és 106 szlovák anyanyelvű volt.
- 1910-ben 1077 lakosából 951 magyar, 125 szlovák és 1 német anyanyelvű volt.
- 1921-ben 1154 lakosából 877 magyar és 276 csehszlovák volt.
- 1930-ban 1388 lakosából 839 magyar és 528 csehszlovák volt.
- 1970-ben 2098 lakosából 1157 magyar és 926 szlovák volt.
- 1991-ben 1585 lakosából 751 magyar és 800 szlovák volt.
- 2001-ben 1753 lakosából 1128 szlovák és 573 magyar volt.
- 2011-ben 1921 lakosából 1442 szlovák és 414 magyar volt.
- 2021-ben 2196 lakosából 1728 (+44) szlovák, 305 (+30) magyar, 2 (+2) cigány, 1 (+4) ruszin, 37 (+4) egyéb és 123 ismeretlen nemzetiségű volt.[9]

## Néprajza
Ernyey József 1911-ben itt is fényképfelvételeket készített a falu életéről (például a vasárnapi viseletről). A fényképek a Néprajzi Múzeum gyűjteményében találhatóak.
A faluból Hegedűs Lajos nyelvjárási gyűjtésében találhatóak felvételek. Ún. siska típusú kemence is ismert a faluból.
Karácsonyi (étkezési) szokások is fennmaradtak.

## Neves személyek
- Kodály Zoltán (1882-1967) gyűjtőútja során többször felkereste a Zoboraljai települést, ebben Bartók Béla (1881-1945) is segítségére volt.
- Itt született Taby Árpád (1896-1973) katonatiszt, testőrtiszt, magyar országgyűlési képviselő.
- Itt született Ferenczy Anna (1933-2022), a komáromi Jókai színház színésznője, írónő.
- Majthényi János, a pozsonyi ítélőszék ülnöke, 1777-ben szerezte meg a Malántai birtokot.
- Itt szolgált Drnovszky Ferenc (1785–1857) katolikus pap.
- Ocskay Ignác (1786) Nagyszombatban végzett jogot, 1833-1836 között Nyitra vármegye alispánja, később 1836-ban országgyűlési követ, majd 1841-1847 között tanácsos, azaz a királyi tábla ülnöke.
- Atovich Ferenc (1873-?) nyitragerencséri tanító, nyelvész, népdalgyűjtő.
- Vojtech Anistik (Antistik Béla, 1885-1957) helyi pap, dékán.
- Edgar William Buchanan (Buchanan Edgar Vilmos) 1921-ben elvette Zamoysky Efridiát és így az (alsó) Malánta nagybirtok utolsó magántulajdonosává vált. Skót származású angol hajóskapitány, aki a varsói lengyel kormány melletti angol katonai misszió tagja volt. 1938-ban bevonult a brit hadseregbe, és a második világháborúban esett el.
- Itt szolgált Hevessy Sári (1897-1981) tanítónő, költő, pedagógiai szakíró, főiskolai oktató.
- Itt élt Révész Bertalan (1935-2020) irodalomtörténész, egyetemi docens.

## Nevezetességei

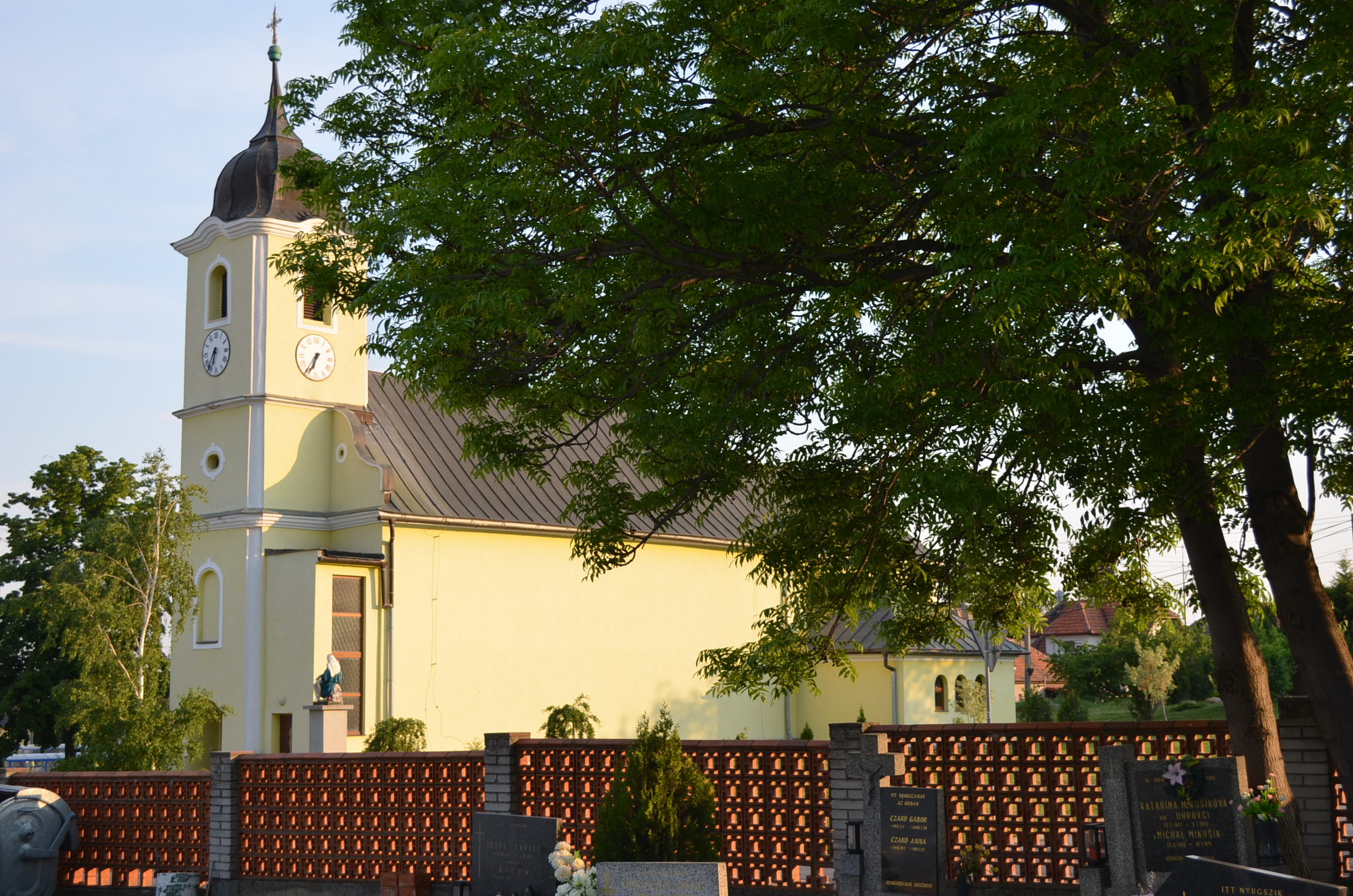
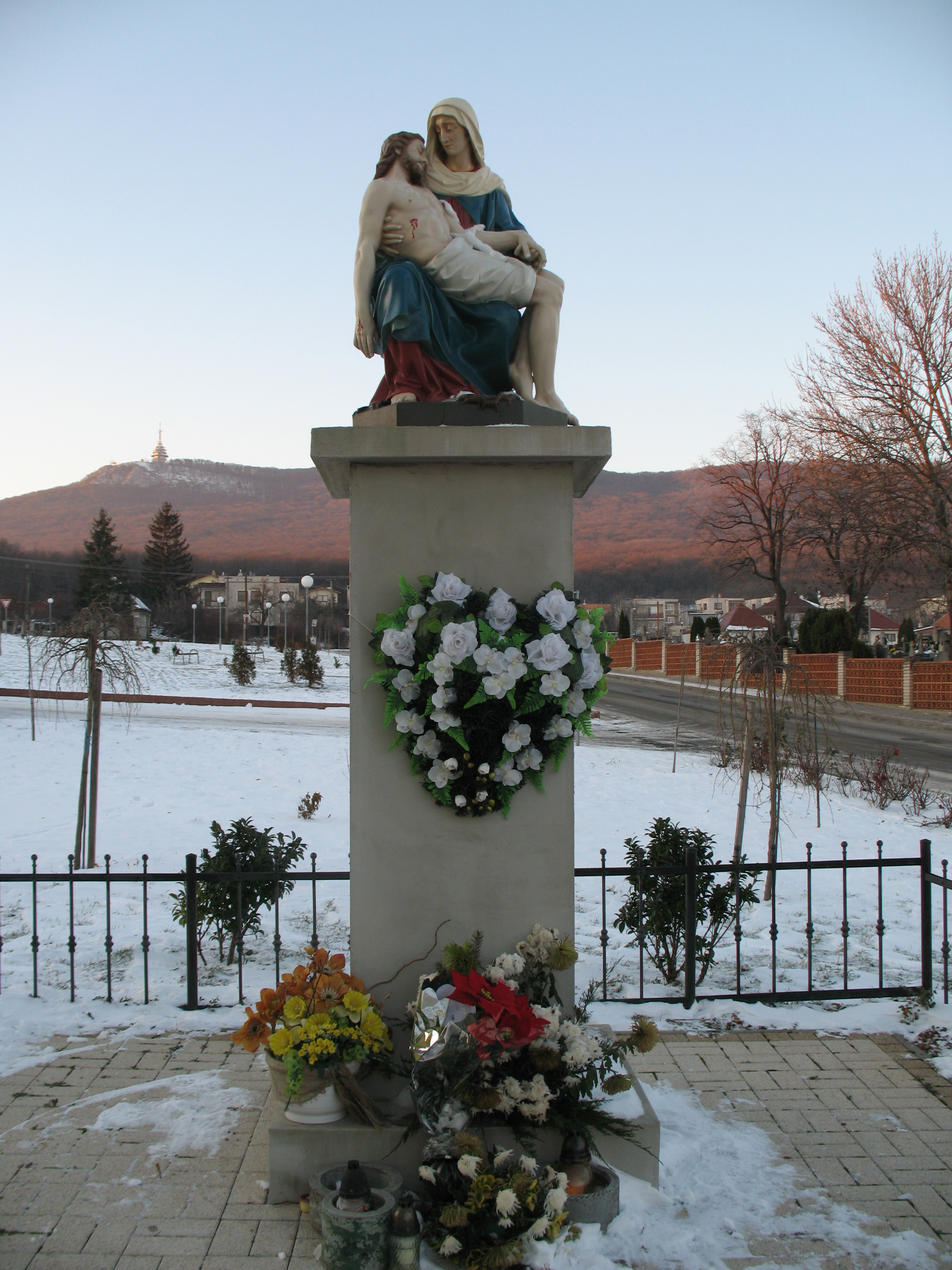
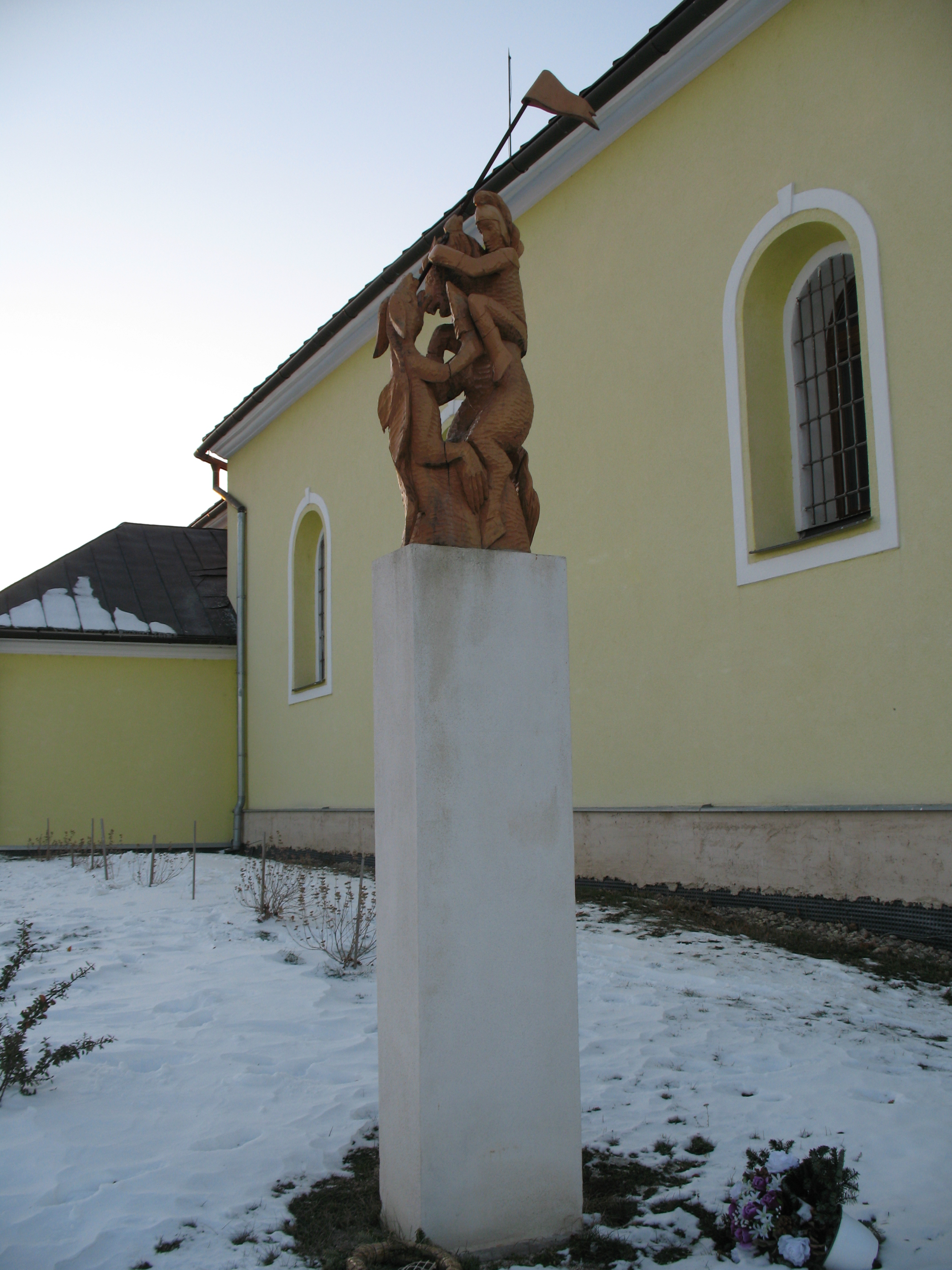
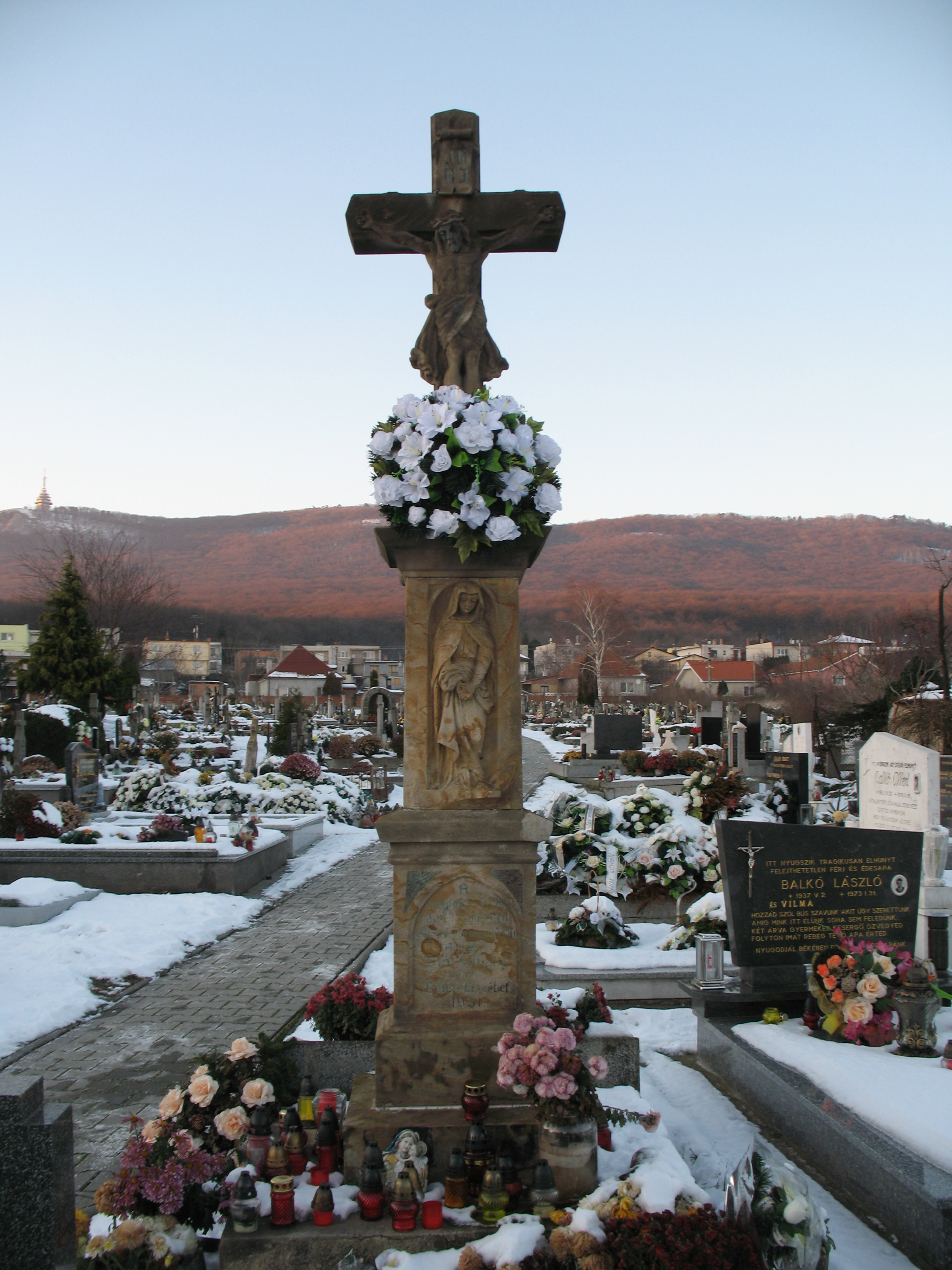
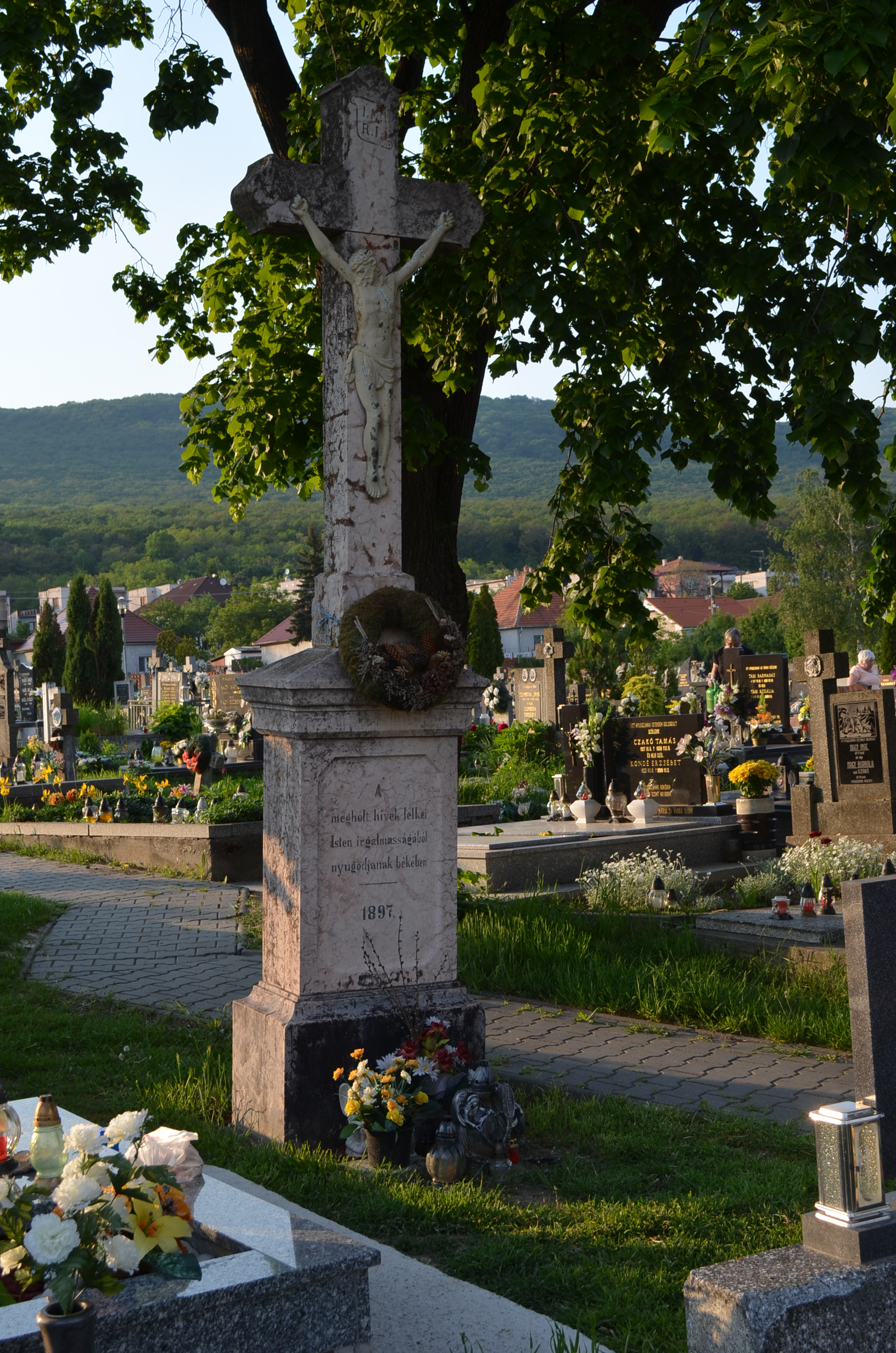
Az egyik temetőkereszt 1897-ből
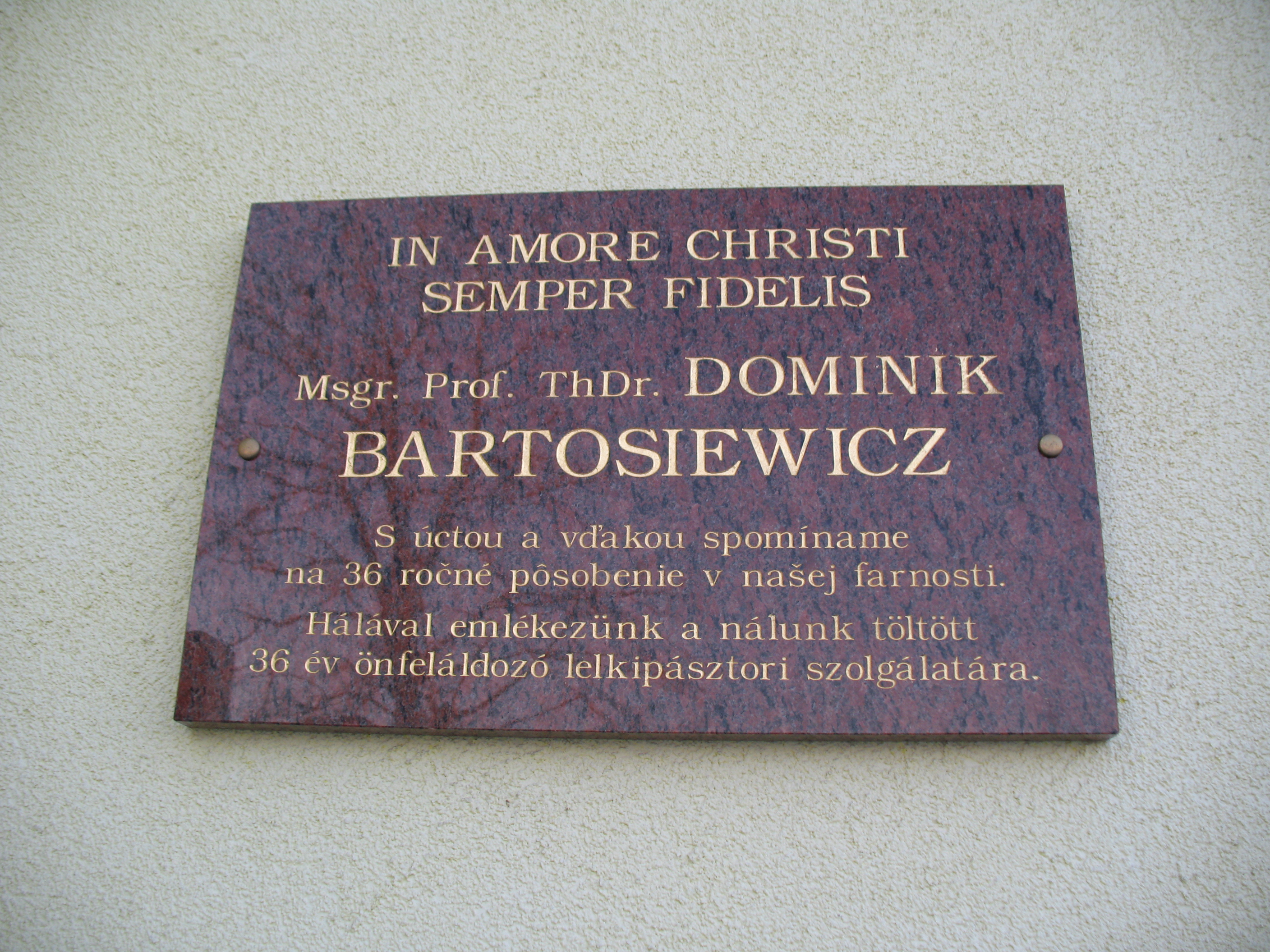
Bartosiewicz Dominik

- Szent György tiszteletére szentelt római katolikus temploma 1807-ben épült. A templomnak román kori előzményei vannak.[12]
- PMobil Rockmúzeum. 2011. május 28-án nyílt meg az Eper utca 2. szám alatt. Látogatható előzetes bejelentkezés alapján, Katona Lászlóval egyeztetett időpontban. (Katona László elérhetősége: a honlap "Kontakt" oldalán található a címe és a telefonszáma. Honlap: https://web.archive.org/web/20110411132123/http://pmobil.hu/rockmuzeum/indexhun.htm)